# Årrenjarka
Årrenjarka (Samisch: Oarrenjárgga; letterlijk: "eekhoornlandtong") is een nederzetting binnen de Zweedse gemeente Jokkmokk. Het is gelegen aan de weg tussen Jokkmokk (100 kilometer) en Kvikjokk (17 kilometer).
Årrenjarka, gelegen aan de monding van de Årrejåkka in het Saggatmeer, is al tijden bewoond, men stak hier het meer over. Ook anno 2009 kan men het meer hier oversteken. Ongeveer 4000 jaar geleden kwamen hier de eerste Saami langs, maar het duurde tot 1811 totdat de bewoning vastere vormen aannam. Tien jaren later werd het dorp vanuit het niets opgericht. In eerste instantie vond er landbouw en veeteelt plaats, maar de laatste jaren heeft bijna alles (ook door de zeer koude winters) plaatsgemaakt voor wintersport. Uiteraard kon men niet om de modernisering heen, maar door de afgelegen ligging heeft het het landelijk karakter niet verloren.
Nabij Årrenjarka ligt aan de overzijde van het meer het oerbos Änamusskogen (Enamusvuobme). Het bos is aangekocht door de stichting Ett klick för skogen (een klik voor een bos), dat oerbossen in stand probeert te houden, door middel van internet-giften.